# 西蒙·凯尔
西蒙·托鲁普·凯尔（丹麥語：Simon Thorup Kjær，發音：[ˈsiː.mʊn ˈkʰjæːɐ̯]；1989年3月26日—）出生于霍森斯，是一名前丹麥國家足球隊隊長，已退役，司职中后卫，曾效力於意甲球會AC米蘭,

## 球會生涯

### 巴勒莫
凯尔於2008年7月加盟意甲球会巴勒莫。在2008年10月26日对佛罗伦萨的意甲赛事以替补身份首度为球会披甲，其表现颇获好评，自此取得稳定的上阵机会。
於2009年至2010年球季，凯尔稳夺中后卫正选位置，于联赛上阵35场,攻入2球，为球会赢得欧足联欧洲联赛席位立下汗马功劳。

### 沃尔夫斯堡
2010年夏天，凯尔转投沃尔夫斯堡，签约四年。

### 外借羅馬
2011年8月31日凯尔以借用身份重返意甲加盟羅馬，為期一整個球季，羅馬並可於借用期滿後優先正式收購。

### 重返沃爾夫斯堡
在羅馬的租借期結束後，克亞爾表示他不會回到沃爾夫斯堡，因為主教練馬加特決定這位丹麥人不會成為俱樂部2012-13 賽季一線隊計劃的一部分。然而，馬加特改變主意，宣布他願意與克亞爾和解，並渴望將他帶入沃爾夫斯堡的一線隊。
他在 2012-13 賽季對陣斯圖加特的揭幕戰中首次代表沃爾夫斯堡出場，作為替補出場，最終以 1-0 獲勝。由於可能轉會加拉塔薩雷（後來轉會失敗），克亞爾錯過了對陣漢諾威 96 的後續比賽。 2012 年 9 月 16 日，克亞爾重返先發陣容，對陣奧格斯堡足球俱樂部，最終雙方 0-0 戰平。賽後，他和他的丹麥同胞托馬斯·卡倫伯格都受到了主教練馬加特的稱讚。然而，在賽季開始的前三個月，克亞爾發現自己被放在了替補席上。在馬加特被解僱後，他於2012年 10 月 27 日重返首發陣容，帶領俱樂部以 4-1 獲勝。此後不久，克亞爾重新獲得了一線隊的位置，在洛倫茨-京特·科斯特納（Lorenz-Günther Köstner）和迪特爾·黑金（Dieter Hecking）的新教練帶領下出任中後衛位置。 2012年12月2日，他在對陣漢堡隊的比賽中打入了本賽季的首粒進球，最終球隊以1-1戰平。一個月後的 2013 年 1 月 19 日，克亞爾在對陣斯圖加特的比賽中助攻俱樂部第二粒進球，最終球隊 2-0 獲勝。 2013 年 1 月 26 日，他在對陣漢諾威 96 的比賽中的表現受到批評後，他在接下來的三場比賽中被降為替補。但克亞爾在2013年2月23日對陣美因茨05的比賽中重返首發陣容，最終以1-1戰平。這場比賽之後，他重新獲得了接下來七場比賽的一線隊位置。克亞爾隨後在對陣勒沃庫森的比賽中打入了本賽季的第二個進球，最終球隊以 1-1 戰平2013年4月6日。兩週後的2013年4月20日，對陣雲達不萊梅的比賽中，他助攻了沃爾夫斯堡的首粒進球，隨後在第54分鐘因腿筋問題被換下場。這場比賽之後，克亞爾在 2012-13 賽季的剩餘比賽中沒有再為該俱樂部效力。截至2012-13年賽季結束，他在各項賽事中出場25次，打進兩球。

## 國家隊生涯
凯尔于2009年2月首次入选丹麦国家队，当时年仅19岁。
凯尔于2009年6月6日对瑞典的世界杯外围赛在国家队作处子演出。其后获主教练摩頓·奧臣征召入选2010世界杯23人大军名单，并于首两场分组赛跟丹尼尔·阿格合组双中坚。可惜因累积两面黄牌须停赛一场，无缘于对日本队的关键赛事上阵。球队最终于分组赛黯然出局。
2020年10月14日，凯尔在歐洲國家聯賽對陣英格蘭的比賽達成第100次國家隊亮相。 

凯尔在2020年歐洲國家盃上擔任隊長。2021年6月12日，在對陣芬蘭的首場比賽中，基斯甸·艾歷臣在球場上倒下時，凯尔第一個幫助他並召集醫療隊迅速上球場。他還確保埃里克森昏迷時的呼吸道暢通無阻，並為他進行了心肺復甦術。隨後，他在埃里克森接受治療的同時，帶領著隊友掩護埃里克森，事後還安慰了埃里克森的妻子薩布麗娜。埃里克森被擔架抬離球場，比賽暫停。事件發生約一個小時後，歐足聯和丹麥足協官員從Rigshospitalet醫院證實，埃里克森已經穩定並且醒了。比賽在當晚晚些時候重新開始，芬蘭隊以1-0獲勝。
2021年7月6日，凯尔在對上英格蘭的準決賽中踢進烏龍球，導致原本領先的局面打成平手，比賽進入延長賽後英格蘭隊哈里·凱恩進球，最終1-2輸給了英格蘭，丹麥止步於四強。

## 國家隊入球
所有比分以丹麥入球先行。
最後更新：2021年9月7日
| # | 日期           | 場地                 | 對手     | 入球 | 賽果 | 賽事                        |
| - | -------------- | -------------------- | -------- | ---- | ---- | --------------------------- |
| 1 | 2013年3月22日  | 奧洛穆茨，捷克       | 捷克     | 2-0  | 3-0  | 2014年世界盃外圍賽 (歐洲區) |
| 2 | 2014年11月14日 | 貝爾格萊德, 塞爾維亞 | 塞爾維亞 | 2-1  | 3-1  | 2016年歐洲國家盃外圍賽      |
| 3 | 2016年6月3日   | 豐田市, 日本         |          | 1-0  | 2-2  | 2016年麒麟盃                |
| 4 | 2021年9月7日   | 哥本哈根, 丹麥       | 以色列   | 2-0  | 5-0  | 2022年世界盃外圍賽          |

## 職業數據
以下是基查的職業數據︰
| 賽季    | 球會       | 上陣 | 入球 | 聯賽           |
| ------- | ---------- | ---- | ---- | -------------- |
| 2007/08 | 中日德蘭   | 019  | 0    | 丹麥超級聯賽   |
| 2008/09 | 巴勒莫     | 027  | 03   | 意大利甲組聯賽 |
| 2009/10 | 巴勒莫     | 035  | 02   | 意大利甲組聯賽 |
| 2010/11 | 沃尔夫斯堡 | 032  | 01   | 德國甲組聯賽   |
| 2011/12 | 沃尔夫斯堡 | 03   | 0    | 德國甲組聯賽   |
| 2011/12 | 羅馬       | 022  | 0    | 意大利甲組聯賽 |
| 2012/13 | 沃尔夫斯堡 | 022  | 02   | 德國甲組聯賽   |
| 2013/14 | 里爾       | 034  | 0    | 法國甲組聯賽   |
| 2014/15 | 里爾       | 031  | 01   | 法國甲組聯賽   |
| 總計    | 總計       | 225  | 9    |                |

## 榮譽

### 球會
AC米蘭
- 意大利足球甲级联赛冠軍：2021-22賽季

### 個人
- 2007年丹麦最佳年青球员(19岁以下) [12]
- 2009年丹麦球员协会最佳新秀(22岁以下) [13]
- 2009年丹麦足球先生